# Тим Майот
Тимъти Майот (на английски: Timothy Mayotte) е американски тенисист. 

## Биография
Тимъти Майот е роден на 3 август 1960 г. в Спрингфийлд, Масачузетс. Научава се да играе тенис на публичните кортове на Форест Парк в родния си град. Той играе тенис за Станфордския университет в началото на 80-те години на XX век и печели титлата на NCAA на сингъл през 1981 г.

## Кариера
Тим Майот печели първата си професионална титла на сингъл от най-високо ниво през 1985 г. на първия Маями Оупън (тогава известен като Lipton International Players Championships). Други акценти в кариерата му включват спечелването на Куинс Клъб Чемпиъншипс в Лондон през 1986 г., титлата на Париж Мастърс на закрито през 1987 г. и спечелването на сребърен медал на сингъл при мъжете на Летните олимпийски игри 1988 г. в Сеул. Майот има победи над почти всички велики играчи от своята ера – Андре Агаси, Пийт Сампрас, Стефан Едберг, Борис Бекер, Яник Ноа, Джими Конърс, Майкъл Ченг и др.
Най-доброто му представяне в турнири от Големия шлем е достигането на полуфинал на Уимбълдън през 1982 г. и на Откритото първенство на Австралия през 1983 г. Достига четвъртфинал на Откритото първенство на САЩ през 1989 г.
През кариерата си Майот печели 12 титли на сингъл и една на двойки. Най-високото му класиране на сингъл в кариерата му е номер 7 в света. Последната му титла на сингъл е спечелена през 1989 г. във Вашингтон. Тим Майот се оттегля от професионалния тур през 1992 г.
През юли 2009 г. Майот поема поста треньор на Тенис асоциацията на САЩ.

## Кариерна статистика

#### Олимпийски игри (1 сребърен медал)
| година | медал    | турнир    | Настилка | съперник        | резултат           |
| ------ | -------- | --------- | -------- | --------------- | ------------------ |
| 1988   | Сребърен | Сеул 1988 | твърда   | Милослав Мечирж | 6–3, 2–6, 4–6, 2–6 |